# 아이토프 도법

아이토프 도법으로 그린 지도

아이토프 도법(Aitoff 圖法)은 러시아 사람 아이토프가 고안하였다. 이 도법은 정거방위도법의 횡축법을 써서 반구를 그린 그림을 가로로 2배 늘려 세계 지도를 그리려 한 것으로, 중앙 경선과 적도 길이의 비는 1：2이다. 외곽선은 몰바이데도법과 같으나, 적도를 제외한 모든 위선이 몰바이데도법에서는 직선인데 비해, 아이토프 도법에서는 활 모양으로 좁혀져 있다.

## 같이 보기
- 몰바이데 도법
- 함메르 도법